# Bárczi Gusztáv

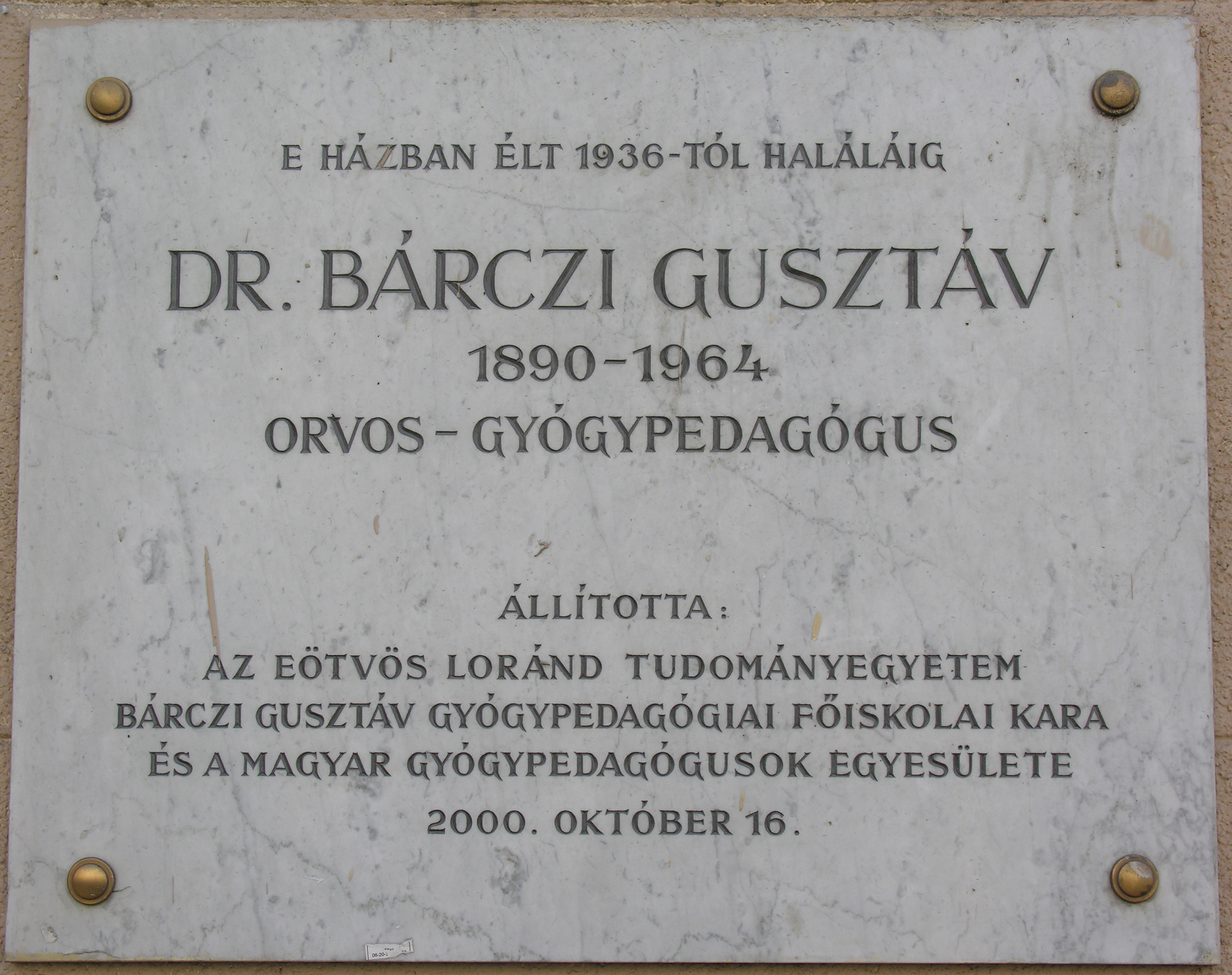
Bárczi Gusztáv emléktáblája egykori lakhelyén, a Bartók Béla út 56. szám alatt

Bárczi Gusztáv (eredetileg 1898-ig Kratina Gusztáv; Nyitraudvarnok, 1890. szeptember 13. – Budapest, 1964. augusztus 9.) magyar orvos, gyógypedagógus.

## Pályafutása
Miután 1910-ben tanári képesítést szerzett Léván, a fővárosba költözött, s 1913-ban letett eredményes gyógypedagógiai tanári vizsgáját követően a Siketnémák Intézetének tanára lett. Miután 1921-ben fül-orr-gégészeti szakvizsgával kiegészített orvosi diplomáját is megszerezte, 1922-ben Török Bélával létrehozta a siketek nevelésére szakosodott Nagyothallók Iskoláját. Ezzel párhuzamosan 1921–1923 között szerkesztette a Magyar Siketnéma Oktatás című folyóiratot, több intézményben foglalkozott értelmi fogyatékosok, látássérült, nagyothalló és beszédhibás gyerekek nevelésével, tevékenyen részt vett a magyar iskolaorvosi rendszer kiépítésében, illetve magán- és iskolaorvosi praxist épített ki. 1935-ben a Vallás- és Közoktatásügyi Minisztérium gyógypedagógiai referense lett. 1936-tól a Gyógypedagógiai Nevelőintézet tanára, 1937-től igazgatója lett. 1942-től 1963-as nyugdíjba vonulásáig a Gyógypedagógiai Tanárképző Főiskola igazgatója volt, 1946-tól egyúttal tanszékvezetőként is tevékenykedett. 1953-tól országgyűlési képviselő volt. 1958-ban kezdeményezésére és irányításával jött létre az NDK-beli Brandenburgban az értelmi fogyatékosok nevelésére szakosodott Barczi-Haus.

## Érdemei

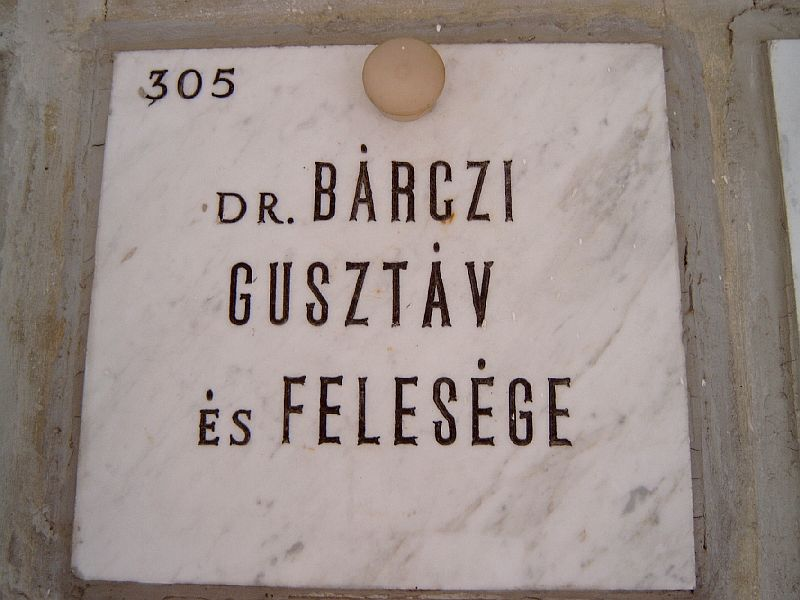
Bárczi Gusztáv és feleségének urnafülkéje Budapesten. Farkasréti temető: 608-305. templomi fülke.

Munkásságát az értelmi fogyatékosok és nagyothallók gyógyító nevelésének, illetve a gyógypedagógus-képzésnek szentelte. Ő fektette le a gyógypedagógia elméleti alapjait, leírta az agykérgi eredetű süketnémaság (surdomutitas corticalis) kórképét, s a kezelésére kidolgozott gyógypedagógiai, hallásnevelési eljárása világszerte ismertté tette szakmai körökben. Munkásságáért 1953-ban Kossuth-díjjal tüntették ki.
2016-ban embermentő tevékenységéért a Jad Vasem a Világ Igaza címmel tüntette ki.

## Emlékezete
Az általa vezetett Gyógypedagógiai Tanárképző Főiskola 1975-ben felvette a nevét, s az ELTE-be történő 2000. évi integrációját követően is megőrizte (napjainkban ELTE Bárczi Gusztáv Gyógypedagógiai Kar).

## Művei
- Egészségtani próbatanítások, Budapest, Franklin, 1928.
- A magyar beszédhangok képzése, Budapest, Franklin, 1928.
- Az egészségvédelmi nevelés vezérkönyve, Budapest, k.n., 1935.
- A siketség átöröklődése és az ezzel kapcsolatos praeventio, Budapest, Franklin, 1936.
- Hallásébresztés – hallásnevelés, Vác, Siketnémák és Vakok Tanárainak Országos Egyesülete, 1938.
- Gyakorlati fonetika és hibás beszédjavítás, Budapest, 1950.
- A kiejtés, az olvasás és az írás tanításának fiziológiai vonatkozásai a gyógypedagógiai nevelők számára, Budapest, Tankönyvkiadó, 1954.
- Általános gyógypedagógia, Budapest, Tankönyvkiadó, 1959.

## Társasági tagság
- Magyar Pszichológiai Társaság (vezetőségi tag, 1962–1964)